# Marcel Audemard d'Alançon (1914-1940)
Pour les articles homonymes, voir Famille Audemard d'Alançon.
Éric Henri Marcel Audemard d’Alançon, né à Paris le 5 janvier 1914 et mort pour la France aux commandes de son avion le 6 juin 1940, est un lieutenant et aviateur français.

## Biographie
Marcel Audemard d’Alançon est né le 5 janvier 1914, à Paris dans une famille de militaires. Le 1er octobre 1935, il entre à l’École de l'air à Versailles (promotion Guynemer) dont il sort « Père Système ».
Le 4 novembre, il débute ses cours de pilotage à Villacoublay sur Morane-Saulnier 315 et Potez 25. Nommé caporal le 4 avril 1936, il effectue son stage de pilotage à Avord, d’avril à août 1936 ; il est breveté pilote le 3 juillet et promu sergent le 1er août 1936.
Promu au grade de sous-lieutenant et breveté observateur en avion le 1er octobre 1937, il est muté ce même mois à la 23e escadre de bombardement basée à Toulouse et détaché à Istres pour y être formé sur appareils multimoteurs, notamment sur Lioré et Olivier LeO 20 BN3. Il est détaché à Salon-de-Provence pour y être instructeur chasse pendant l’année scolaire 1937-1938.
Le 1er juillet 1938, il est affecté à l’escadrille SPA 153, deuxième escadrille du groupe de chasse I/4, à la base aérienne de Reims où il vole sur Dewoitine D.501.
Promu au grade de lieutenant le 1er octobre 1939, il abat le 5 juin 1940 un Messerschmitt Bf 109E au cours d’une mission de protection.
Le 6 juin 1940,  alors qu'il participe en tant que chef de patrouille à la protection d’une mission de reconnaissance effectuée par un Potez 63.11 du groupe de reconnaissance I/36, il est abattu par deux Messerschmitt Bf 109. Son avion s’écrase en piqué sur le territoire de la commune de Morvillers-Saint-Saturnin. Ce n'est que fin 1940, après de longues recherches menées avec l’aide de témoins, que les gendarmes de Poix-de-Picardie retrouveront le Curtiss H-75 et son pilote, ensevelis à plusieurs mètres de profondeur. Il est inhumé le 29 décembre 1940 dans le cimetière de Morvillers-Saint-Saturnin.

## Honneur
- L’une des pales de l'hélice du Curtiss H-75 à bord duquel il a trouvé la mort fut exposée à Reims, au musée de la base aérienne 112 et de l'aéronautique locale.
- La promotion 1966 de l’École de l’Air de Salon-de-Provence porte son nom[4].

## Distinctions
- Chevalier de la Légion d'honneur à titre posthume[1]
- Croix de guerre 1939-1945 avec une étoile de bronze et deux palmes